# Lutas nos Jogos Olímpicos de Verão de 2020 - Qualificação
Este artigo detalha a fase de qualificação das lutas nos Jogos Olímpicos de Verão de 2020. (As Olimpíadas foram adiadas para 2021 devido à pandemia de COVID-19). A competição nos Jogos terá um total de 288 atletas de diferentes nações; cada nação pode inscrever o máximo de 18 atletas (um por evento).
Duas vagas reservadas para o país-sede, Japão, serão concedidas pelo Torneio de Qualificação Continental da Ásia, caso o Japão não tenham conseguido as vagas anteriormente. Cada CON pode enviar apenas um lutador por categoria e não poderá participar de torneios pré-olímpicos após conseguir a vaga.
As vagas são alocadas para o CON e não para o competidor que conseguiu a conquista no evento de qualificação.

## Linha do tempo
| Evento                                        | Data                        | Local                  |
| --------------------------------------------- | --------------------------- | ---------------------- |
| Campeonato Mundial de 2019                    | 14 a 22 de setembro de 2019 | Nur-Sultã, Cazaquistão |
| Torneio Pan-Americano de Qualificação         | 13 a 15 de março de 2020    | Ottawa, Canadá         |
| Torneio Europeu de Qualificação               | 18 a 21 de março de 2021    | Budapeste, Hungria     |
| Torneio Africano e da Oceania de Qualificação | 2 a 4 de abril de 2021      | Hammamet, Tunísia      |
| Torneio Asiático de Qualificação              | 9 a 11 de abril de 2021     | Almati, Cazaquistão    |
| Torneio Mundial de Qualificação               | 6 a 9 de maio de 2021       | Sófia, Bulgária        |

## Sumário de qualificação
| CON                               | Livre masculina | Livre masculina | Livre masculina | Livre masculina | Livre masculina | Livre masculina | Greco-romana masculina | Greco-romana masculina | Greco-romana masculina | Greco-romana masculina | Greco-romana masculina | Greco-romana masculina | Livre feminina | Livre feminina | Livre feminina | Livre feminina | Livre feminina | Livre feminina | Total |
| CON                               | 57              | 65              | 74              | 86              | 97              | 125             | 60                     | 67                     | 77                     | 87                     | 97                     | 130                    | 50             | 53             | 57             | 62             | 68             | 76             | Total |
| --------------------------------- | --------------- | --------------- | --------------- | --------------- | --------------- | --------------- | ---------------------- | ---------------------- | ---------------------- | ---------------------- | ---------------------- | ---------------------- | -------------- | -------------- | -------------- | -------------- | -------------- | -------------- | ----- |
| GER Alemanha                      |                 |                 |                 |                 |                 | Yes             | Yes                    | Yes                    |                        | Yes                    |                        | Yes                    |                |                |                |                | Yes            | Yes            | 7     |
| ALG Argélia                       | Yes             |                 |                 | Yes             | Yes             | Yes             | Yes                    | Yes                    |                        | Yes                    | Yes                    |                        |                |                |                |                |                |                | 8     |
| ARG Argentina                     |                 | Yes             |                 |                 |                 |                 |                        |                        |                        |                        |                        |                        |                |                |                |                |                |                | 1     |
| ARM Armênia                       | Yes             | Yes             |                 |                 |                 |                 | Yes                    | Yes                    | Yes                    |                        | Yes                    |                        |                |                |                |                |                |                | 6     |
| AZE Azerbaijão                    |                 | Yes             | Yes             |                 | Yes             |                 |                        |                        | Yes                    | Yes                    |                        |                        | Yes            |                |                |                | Yes            |                | 7     |
| BLR Bielorrússia                  |                 |                 | Yes             | Yes             | Yes             | Yes             |                        |                        |                        | Yes                    |                        |                        |                | Yes            | Yes            |                |                | Yes            | 8     |
| BRA Brasil                        |                 |                 |                 |                 |                 |                 |                        |                        |                        |                        |                        | Yes                    |                |                |                | Yes            |                | Yes            | 3     |
| BUL Bulgária                      | Yes             |                 |                 |                 |                 |                 |                        |                        | Yes                    |                        | Yes                    |                        | Yes            |                | Yes            | Yes            | Yes            |                | 7     |
| CMR Camarões                      |                 |                 |                 |                 |                 |                 |                        |                        |                        |                        |                        |                        |                | Yes            |                |                |                |                | 1     |
| CAN Canadá                        |                 |                 |                 |                 | Yes             | Yes             |                        |                        |                        |                        |                        |                        |                |                |                |                | Yes            | Yes            | 4     |
| KAZ Cazaquistão                   | Yes             | Yes             | Yes             |                 | Yes             | Yes             | Yes                    |                        | Yes                    | Yes                    |                        |                        | Yes            | Yes            |                |                |                | Yes            | 11    |
| CHI Chile                         |                 |                 |                 |                 |                 |                 |                        |                        |                        |                        |                        | Yes                    |                |                |                |                |                |                | 1     |
| CHN China                         | Yes             |                 |                 | Yes             |                 | Yes             | Yes                    |                        |                        | Yes                    |                        |                        | Yes            | Yes            | Yes            | Yes            | Yes            | Yes            | 11    |
| COL Colômbia                      | Yes             |                 |                 | Yes             |                 |                 |                        | Yes                    |                        |                        |                        |                        |                |                |                |                |                |                | 3     |
| KOR Coreia do Sul                 |                 |                 |                 |                 |                 |                 |                        | Yes                    |                        |                        |                        | Yes                    |                |                |                |                |                |                | 2     |
| CRO Croácia                       |                 |                 |                 |                 |                 |                 |                        |                        | Yes                    | Yes                    |                        |                        |                |                |                |                |                |                | 2     |
| CUB Cuba                          |                 | Yes             | Yes             |                 | Yes             |                 | Yes                    | Yes                    | Yes                    | Yes                    | Yes                    | Yes                    | Yes            | Yes            |                |                | Yes            |                | 12    |
| DEN Dinamarca                     |                 |                 |                 |                 |                 |                 |                        | Yes                    |                        |                        |                        |                        |                |                |                |                |                |                | 1     |
| ECU Equador                       |                 |                 |                 |                 |                 |                 |                        |                        |                        |                        |                        |                        | Yes            | Yes            |                |                |                |                | 2     |
| EGY Egito                         |                 |                 | Yes             |                 |                 | Yes             | Yes                    | Yes                    |                        | Yes                    |                        | Yes                    |                |                |                |                | Yes            | Yes            | 8     |
| SVK Eslováquia                    |                 |                 |                 | Yes             |                 |                 |                        |                        |                        |                        |                        |                        |                |                |                |                |                |                | 1     |
| USA Estados Unidos                | Yes             |                 | Yes             | Yes             | Yes             | Yes             | Yes                    | Yes                    |                        | Yes                    | Yes                    |                        | Yes            | Yes            | Yes            | Yes            | Yes            | Yes            | 15    |
| EST Estônia                       |                 |                 |                 |                 |                 |                 |                        |                        |                        |                        |                        | Yes                    |                |                |                |                |                | Yes            | 2     |
| FIN Finlândia                     |                 |                 |                 |                 |                 |                 |                        |                        |                        |                        | Yes                    | Yes                    |                |                |                |                |                |                | 2     |
| FRA França                        |                 |                 |                 |                 |                 |                 |                        |                        |                        |                        |                        |                        |                |                | Yes            |                | Yes            |                | 2     |
| GEO Geórgia                       |                 |                 | Yes             |                 | Yes             | Yes             |                        | Yes                    |                        | Yes                    | Yes                    | Yes                    |                |                |                |                |                |                | 7     |
| GRE Grécia                        |                 | Yes             |                 |                 |                 |                 |                        |                        |                        |                        |                        |                        |                | Yes            |                |                |                |                | 2     |
| GUM Guam                          |                 |                 |                 |                 |                 |                 |                        |                        |                        |                        |                        |                        |                | Yes            |                |                |                |                | 1     |
| GUI Guiné                         |                 |                 |                 |                 |                 |                 |                        |                        |                        |                        |                        |                        |                |                | Yes            |                |                |                | 1     |
| GBS Guiné-Bissau                  | Yes             |                 | Yes             |                 |                 |                 |                        |                        |                        |                        |                        |                        |                |                |                |                |                |                | 2     |
| HUN Hungria                       |                 | Yes             |                 |                 |                 |                 |                        | Yes                    | Yes                    | Yes                    | Yes                    |                        |                |                |                | Yes            |                |                | 6     |
| IND Índia                         | Yes             | Yes             |                 | Yes             |                 |                 |                        |                        |                        |                        |                        |                        | Yes            | Yes            | Yes            | Yes            |                |                | 7     |
| IRI Irã                           | Yes             | Yes             | Yes             | Yes             | Yes             | Yes             | Yes                    | Yes                    | Yes                    |                        | Yes                    | Yes                    |                |                |                |                |                |                | 11    |
| ITA Itália                        |                 |                 | Yes             |                 | Yes             |                 |                        |                        |                        |                        |                        |                        |                |                |                |                |                |                | 2     |
| JPN Japão                         | Yes             | Yes             | Yes             | Yes             |                 |                 | Yes                    |                        | Yes                    |                        |                        |                        | Yes            | Yes            | Yes            | Yes            | Yes            | Yes            | 12    |
| KOS Kosovo                        |                 |                 |                 |                 |                 | Yes             |                        |                        |                        |                        |                        |                        |                |                |                |                |                |                | 1     |
| LAT Letônia                       |                 |                 |                 |                 |                 |                 |                        |                        |                        |                        |                        |                        |                |                |                | Yes            |                |                | 1     |
| LTU Lituânia                      |                 |                 |                 |                 |                 |                 |                        |                        |                        |                        |                        | Yes                    |                |                |                |                |                |                | 1     |
| MAR Marrocos                      |                 |                 |                 |                 |                 |                 |                        |                        | Yes                    |                        |                        |                        |                |                |                |                |                |                | 1     |
| MEX México                        |                 |                 |                 |                 |                 |                 |                        |                        | Yes                    |                        |                        |                        |                |                | Yes            |                |                |                | 2     |
| MDA Moldávia                      |                 |                 |                 |                 |                 |                 | Yes                    |                        |                        |                        |                        |                        |                |                | Yes            |                |                |                | 2     |
| MGL Mongólia                      | Yes             | Yes             |                 |                 |                 | Yes             |                        |                        |                        |                        |                        |                        | Yes            | Yes            | Yes            | Yes            | Yes            | Yes            | 9     |
| NGR Nigéria                       |                 |                 |                 | Yes             |                 |                 |                        |                        |                        |                        |                        |                        | Yes            |                | Yes            | Yes            | Yes            |                | 5     |
| PER Peru                          |                 |                 |                 | Yes             |                 |                 |                        |                        |                        |                        |                        |                        |                |                |                |                |                |                | 1     |
| POL Polônia                       |                 | Yes             | Yes             |                 |                 |                 |                        |                        |                        |                        | Yes                    |                        |                | Yes            | Yes            |                |                |                | 5     |
| PUR Porto Rico                    |                 |                 | Yes             |                 |                 |                 |                        |                        |                        |                        |                        |                        |                |                |                |                |                |                | 1     |
| KGZ Quirguistão                   |                 | Yes             |                 |                 |                 |                 | Yes                    |                        | Yes                    | Yes                    | Yes                    |                        |                |                |                | Yes            | Yes            | Yes            | 8     |
| CZE República Checa               |                 |                 |                 |                 |                 |                 |                        |                        |                        |                        | Yes                    |                        |                |                |                |                |                |                | 1     |
| MKD Macedônia do Norte            |                 |                 |                 |                 | Yes             |                 |                        |                        |                        |                        |                        |                        |                |                |                |                |                |                | 1     |
| ROU Romênia                       |                 |                 |                 |                 | Yes             |                 |                        |                        |                        |                        |                        | Yes                    | Yes            | Yes            |                | Yes            |                |                | 5     |
| RUS Rússia                        | Yes             | Yes             | Yes             | Yes             | Yes             | Yes             | Yes                    | Yes                    | Yes                    |                        | Yes                    | Yes                    | Yes            | Yes            | Yes            | Yes            | Yes            | Yes            | 17    |
| SMR San Marino                    |                 |                 |                 | Yes             |                 |                 |                        |                        |                        |                        |                        |                        |                |                |                |                |                |                | 1     |
| SEN Senegal                       |                 | Yes             |                 |                 |                 |                 |                        |                        |                        |                        |                        |                        |                |                |                |                |                |                | 1     |
| SRB Sérvia                        | Yes             |                 |                 |                 |                 |                 |                        | Yes                    |                        | Yes                    | Yes                    |                        |                |                |                |                |                |                | 4     |
| SWE Suécia                        |                 |                 |                 |                 |                 |                 |                        |                        | Yes                    |                        |                        |                        |                | Yes            |                | Yes            |                |                | 3     |
| SUI Suíça                         |                 |                 |                 | Yes             |                 |                 |                        |                        |                        |                        |                        |                        |                |                |                |                |                |                | 1     |
| ROT Equipe Olímpica de Refugiados |                 |                 |                 |                 |                 |                 |                        | Yes                    |                        |                        |                        |                        |                |                |                |                |                |                | 1     |
| TUN Tunísia                       |                 | Yes             |                 |                 | Yes             |                 |                        | Yes                    | Yes                    |                        | Yes                    | Yes                    | Yes            |                | Yes            | Yes            |                | Yes            | 10    |
| TUR Turquia                       | Yes             |                 |                 | Yes             | Yes             | Yes             | Yes                    |                        |                        |                        | Yes                    | Yes                    | Yes            |                |                |                |                | Yes            | 9     |
| UKR Ucrânia                       |                 |                 | Yes             |                 |                 | Yes             | Yes                    | Yes                    |                        | Yes                    |                        |                        | Yes            |                | Yes            | Yes            | Yes            | Yes            | 10    |
| UZB Uzbequistão                   | Yes             |                 | Yes             | Yes             | Yes             |                 | Yes                    |                        | Yes                    | Yes                    |                        | Yes                    |                |                |                |                |                |                | 8     |
| Total: 61 CONs                    | 16              | 16              | 16              | 16              | 16              | 16              | 16                     | 17                     | 16                     | 16                     | 16                     | 16                     | 16             | 16             | 16             | 16             | 16             | 16             | 289   |

## Livre masculina

### 57 kg
| Competição                                    | Vagas | Lutadores qualificados                                                                                     |
| --------------------------------------------- | ----- | --- |
| Campeonato Mundial de 2019                    | 6     | RUS Zaur Uguev TUR Süleyman Atlı KAZ Nurislam Sanayev IND Ravi Kumar Dahiya SRB Stevan Mićić IRI Reza Atri |
| Torneio Pan-Americano de Qualificação         | 2     | USA Thomas Gilman COL Óscar Tigreros                                                                       |
| Torneio Europeu de Qualificação               | 2     | ARM Arsen Harutyunyan BUL Georgi Vangelov                                                                  |
| Torneio Africano e da Oceania de Qualificação | 2     | GBS Diamantino Iuna Fafé ALG Abdelhak Kherbache                                                            |
| Torneio Asiático de Qualificação              | 2     | UZB Gulomjon Abdullaev CHN Liu Minghu                                                                      |
| Torneio Mundial de Qualificação               | 2     | JPN Yuki Takahashi MGL Erdenebatyn Bekhbayar                                                               |
| Total                                         | 16    | |

### 65 kg
| Competição                                    | Vagas | Lutadores qualificados |
| --------------------------------------------- | ----- | --- |
| Campeonato Mundial de 2019                    | 6     | RUS Gadzhimurad Rashidov KAZ Daulet Niyazbekov IND Bajrang Punia HUN Iszmail Muszukajev MGL Tömör-Ochiryn Tulga JPN Takuto Otoguro |
| Torneio Pan-Americano de Qualificação         | 2     | CUB Alejandro Valdés ARG Agustín Destribats                                                                                        |
| Torneio Europeu de Qualificação               | 2     | ARM Vazgen Tevanyan AZE Haji Aliyev                                                                                                |
| Torneio Africano e da Oceania de Qualificação | 2     | SEN Adama Diatta TUN Haithem Dakhlaoui                                                                                             |
| Torneio Asiático de Qualificação              | 2     | KGZ Ernazar Akmataliev IRI Amir Mohammad Yazdani                                                                                   |
| Torneio Mundial de Qualificação               | 2     | POL Magomedmurad Gadzhiev GRE Georgios Pilidis                                                                                     |
| Total                                         | 16    | |

### 74 kg
| Competição                                    | Vagas | Lutadores qualificados                                                                                         |
| --------------------------------------------- | ----- | --- |
| Campeonato Mundial de 2019                    | 6     | RUS Zaurbek Sidakov ITA Frank Chamizo USA Jordan Burroughs KAZ Daniyar Kaisanov JPN Mao Okui POL Kamil Rybicki |
| Torneio Pan-Americano de Qualificação         | 2     | CUB Geandry Garzón PUR Franklin Gómez                                                                          |
| Torneio Europeu de Qualificação               | 2     | GEO Avtandil Kentchadze AZE Khadzhimurad Gadzhiyev                                                             |
| Torneio Africano e da Oceania de Qualificação | 2     | EGY Amr Reda Hussen GBS Augusto Midana                                                                         |
| Torneio Asiático de Qualificação              | 2     | IRI Younes Emami UZB Bekzod Abdurakhmonov                                                                      |
| Torneio Mundial de Qualificação               | 2     | BLR Magomedkhabib Kadimagomedov UKR Vasyl Mykhailov                                                            |
| Total                                         | 16    | |

### 86 kg
| Competição                                    | Vagas | Lutadores qualificados                                                                                           |
| --------------------------------------------- | ----- | --- |
| Campeonato Mundial de 2019                    | 6     | IRI Hassan Yazdani IND Deepak Punia SUI Stefan Reichmuth RUS Artur Naifonov COL Carlos Izquierdo SMR Myles Amine |
| Torneio Pan-Americano de Qualificação         | 2     | USA David Taylor PER Pool Ambrocio                                                                               |
| Torneio Europeu de Qualificação               | 2     | BLR Ali Shabanau TUR Osman Göçen                                                                                 |
| Torneio Africano e da Oceania de Qualificação | 2     | NGR Ekerekeme Agiomor ALG Fateh Benferdjallah                                                                    |
| Torneio Asiático de Qualificação              | 2     | UZB Javrail Shapiev CHN Lin Zushen                                                                               |
| Torneio Mundial de Qualificação               | 2     | JPN Sosuke Takatani SVK Boris Makojev                                                                            |
| Total                                         | 16    | |

### 97 kg
| Competição                                    | Vagas | Lutadores qualificados |
| --------------------------------------------- | ----- | --- |
| Campeonato Mundial de 2019                    | 6     | RUS Abdulrashid Sadulaev AZE Sharif Sharifov USA Kyle Snyder MKD Magomedgadzhi Nurov GEO Elizbar Odikadze KAZ Alisher Yergali |
| Torneio Pan-Americano de Qualificação         | 2     | CUB Reineris Salas CAN Jordan Steen                                                                                           |
| Torneio Europeu de Qualificação               | 2     | BLR Aliaksandr Hushtyn TUR Süleyman Karadeniz                                                                                 |
| Torneio Africano e da Oceania de Qualificação | 2     | TUN Mohamed Saadaoui ALG Mohammed Fardj                                                                                       |
| Torneio Asiático de Qualificação              | 2     | IRI Mohammad Hossein Mohammadian UZB Magomed Ibragimov                                                                        |
| Torneio Mundial de Qualificação               | 2     | ITA Abraham Conyedo ROU Albert Saritov                                                                                        |
| Total                                         | 16    | |

### 125 kg
| Competição                                    | Vagas | Lutadores qualificados                                                                                                 |
| --------------------------------------------- | ----- | --- |
| Campeonato Mundial de 2019                    | 6     | GEO Geno Petriashvili TUR Taha Akgül UKR Oleksandr Khotsianivskyi CHN Deng Zhiwei KOS Egzon Shala IRI Yadollah Mohebbi |
| Torneio Pan-Americano de Qualificação         | 2     | USA Nick Gwiazdowski CAN Amar Dhesi                                                                                    |
| Torneio Europeu de Qualificação               | 2     | BLR Dzianis Khramiankou GER Gennadij Cudinovic                                                                         |
| Torneio Africano e da Oceania de Qualificação | 2     | EGY Diaaeldin Kamal ALG Djahid Berrahal                                                                                |
| Torneio Asiático de Qualificação              | 2     | KAZ Yusup Batirmurzaev MGL Mönkhtöriin Lkhagvagerel                                                                    |
| Torneio Mundial de Qualificação               | 2     | RUS Sergey Kozyrev IND Sumit Malik                                                                                     |
| Total                                         | 16    | |

## Greco-romana masculina

### 60 kg
| Competição                                    | Vagas | Lutadores qualificados |
| --------------------------------------------- | ----- | --- |
| Campeonato Mundial de 2019                    | 6     | JPN Kenichiro Fumita RUS Sergey Emelin KAZ Meirambek Ainagulov IRI Alireza Nejati UKR Lenur Temirov UZB Elmurat Tasmuradov |
| Torneio Pan-Americano de Qualificação         | 2     | CUB Luis Orta USA Ildar Hafizov                                                                                            |
| Torneio Europeu de Qualificação               | 2     | TUR Kerem Kamal GER Etienne Kinsinger                                                                                      |
| Torneio Africano e da Oceania de Qualificação | 2     | EGY Haithem Mahmoud ALG Abdelkarim Fergat                                                                                  |
| Torneio Asiático de Qualificação              | 2     | KGZ Zholaman Sharshenbekov CHN Walihan Sailike                                                                             |
| Torneio Mundial de Qualificação               | 2     | MDA Victor Ciobanu ARM Armen Melikyan                                                                                      |
| Total                                         | 16    | |

### 67 kg
| Competição                                    | Vagas | Lutadores qualificados                                                                                                   |
| --------------------------------------------- | ----- | --- |
| Campeonato Mundial de 2019                    | 6     | CUB Ismael Borrero RUS Artem Surkov SRB Mate Nemeš GER Frank Stäbler DEN Fredrik Bjerrehuus EGY Mohamed Ibrahim El-Sayed |
| Torneio Pan-Americano de Qualificação         | 2     | COL Julián Horta USA Alejandro Sancho                                                                                    |
| Torneio Europeu de Qualificação               | 2     | GEO Ramaz Zoidze HUN Bálint Korpási                                                                                      |
| Torneio Africano e da Oceania de Qualificação | 2     | TUN Souleymen Nasr ALG Abdelmalek Merabet                                                                                |
| Torneio Asiático de Qualificação              | 2     | IRI Mohammad Reza Geraei KOR Ryu Han-su                                                                                  |
| Torneio Mundial de Qualificação               | 2     | ARM Karen Aslanyan UKR Parviz Nasibov                                                                                    |
| Convite especial                              | 1     | ROT Aker Al-Obaidi |
| Total                                         | 17    | |

### 77 kg
| Competição                                    | Vagas | Lutadores qualificados |
| --------------------------------------------- | ----- | --- |
| Campeonato Mundial de 2019                    | 6     | HUN Tamás Lőrincz SWE Alex Bjurberg Kessidis IRI Mohammad Ali Geraei UZB Jalgasbay Berdimuratov ARM Karapet Chalyan KAZ Askhat Dilmukhamedov |
| Torneio Pan-Americano de Qualificação         | 2     | CUB Yosvanys Peña MEX José Andrés Vargas |
| Torneio Europeu de Qualificação               | 2     | RUS Aleksandr Chekhirkin CRO Božo Starčević                                                                                                  |
| Torneio Africano e da Oceania de Qualificação | 2     | TUN Lamjed Maafi MAR Zied Ayet Ikram |
| Torneio Asiático de Qualificação              | 2     | KGZ Akzhol Makhmudov JPN Shohei Yabiku |
| Torneio Mundial de Qualificação               | 2     | BUL Aik Mnatsakanian AZE Rafig Huseynov |
| Total                                         | 16    | |

### 87 kg
| Competição                                    | Vagas | Lutadores qualificados                                                                                            |
| --------------------------------------------- | ----- | --- |
| Campeonato Mundial de 2019                    | 6     | UKR Zhan Beleniuk HUN Viktor Lőrincz GER Denis Kudla UZB Rustam Assakalov BLR Mikalai Stadub KGZ Atabek Azisbekov |
| Torneio Pan-Americano de Qualificação         | 2     | USA Joe Rau CUB Daniel Grégorich                                                                                  |
| Torneio Europeu de Qualificação               | 2     | AZE Islam Abbasov GEO Lasha Gobadze                                                                               |
| Torneio Africano e da Oceania de Qualificação | 2     | EGY Mohamed Metwally ALG Bachir Sid Azara                                                                         |
| Torneio Asiático de Qualificação              | 2     | KAZ Nursultan Tursynov CHN Peng Fei                                                                               |
| Torneio Mundial de Qualificação               | 2     | CRO Ivan Huklek SRB Zurab Datunashvili                                                                            |
| Total                                         | 16    | |

### 97 kg
| Competição                                    | Vagas | Lutadores qualificados                                                                                       |
| --------------------------------------------- | ----- | --- |
| Campeonato Mundial de 2019                    | 6     | RUS Musa Evloev ARM Artur Aleksanyan SRB Mikheil Kajaia TUR Cenk İldem POL Tadeusz Michalik GEO Giorgi Melia |
| Torneio Pan-Americano de Qualificação         | 2     | CUB Gabriel Rosillo USA G'Angelo Hancock                                                                     |
| Torneio Europeu de Qualificação               | 2     | FIN Arvi Savolainen BUL Kiril Milov                                                                          |
| Torneio Africano e da Oceania de Qualificação | 2     | ALG Adem Boudjemline TUN Haykel Achouri                                                                      |
| Torneio Asiático de Qualificação              | 2     | IRI Mohammad Hadi Saravi KGZ Uzur Dzhuzupbekov                                                               |
| Torneio Mundial de Qualificação               | 2     | HUN Alex Szőke CZE Artur Omarov                                                                              |
| Total                                         | 16    | |

### 130 kg
| Competição                                    | Vagas | Lutadores qualificados                                                                           |
| --------------------------------------------- | ----- | ------------------------------------------------------------------------------------------------ |
| Campeonato Mundial de 2019                    | 6     | TUR Rıza Kayaalp CUB Óscar Pino EST Heiki Nabi GEO Iakob Kajaia IRI Amir Ghasemi GER Eduard Popp |
| Torneio Pan-Americano de Qualificação         | 2     | CHI Yasmani Acosta BRA Eduard Soghomonyan                                                        |
| Torneio Europeu de Qualificação               | 2     | RUS Sergey Semenov LTU Mantas Knystautas                                                         |
| Torneio Africano e da Oceania de Qualificação | 2     | EGY Abdellatif Mohamed TUN Amine Guennichi                                                       |
| Torneio Asiático de Qualificação              | 2     | UZB Muminjon Abdullaev KOR Kim Min-seok                                                          |
| Torneio Mundial de Qualificação               | 2     | ROU Alin Alexuc-Ciurariu FIN Elias Kuosmanen                                                     |
| Total                                         | 16    |                                                                                                  |

## Livre feminina

### 50 kg
| Competição                                    | Vagas | Lutadoras qualificadas                                                                                           |
| --------------------------------------------- | ----- | --- |
| Campeonato Mundial de 2019                    | 6     | AZE Mariya Stadnik ROU Alina Vuc KAZ Valentina Islamova RUS Ekaterina Poleshchuk UKR Oksana Livach CHN Sun Yanan |
| Torneio Pan-Americano de Qualificação         | 2     | CUB Yusneylys Guzmán USA Sarah Hildebrandt                                                                       |
| Torneio Europeu de Qualificação               | 2     | BUL Miglena Selishka TUR Evin Demirhan                                                                           |
| Torneio Africano e da Oceania de Qualificação | 2     | TUN Sarra Hamdi NGR Adijat Idris                                                                                 |
| Torneio Asiático de Qualificação              | 2     | JPN Yui Susaki MGL Tsogt-Ochiryn Namuuntsetseg                                                                   |
| Torneio Mundial de Qualificação               | 2     | IND Seema Bisla ECU Lucía Yépez                                                                                  |
| Total                                         | 16    | |

### 53 kg
| Competição                                    | Vagas | Lutadoras qualificadas                                                                                         |
| --------------------------------------------- | ----- | --- |
| Campeonato Mundial de 2019                    | 6     | JPN Mayu Mukaida IND Vinesh Phogat CHN Pang Qianyu GRE Maria Prevolaraki POL Roksana Zasina ECU Luisa Valverde |
| Torneio Pan-Americano de Qualificação         | 2     | CUB Lianna Montero USA Jacarra Winchester                                                                      |
| Torneio Europeu de Qualificação               | 2     | SWE Sofia Mattsson BLR Vanesa Kaladzinskaya                                                                    |
| Torneio Africano e da Oceania de Qualificação | 2     | CMR Joseph Essombe GUM Rckaela Aquino                                                                          |
| Torneio Asiático de Qualificação              | 2     | MGL Bat-Ochiryn Bolortuyaa KAZ Tatyana Amanzhol                                                                |
| Torneio Mundial de Qualificação               | 2     | RUS Olga Khoroshavtseva ROU Andreea Ana                                                                        |
| Total                                         | 16    | |

### 57 kg
| Competição                                    | Vagas | Lutadoras qualificadas                                                                                                   |
| --------------------------------------------- | ----- | --- |
| Campeonato Mundial de 2019                    | 6     | JPN Risako Kawai CHN Rong Ningning BLR Iryna Kurachkina NGR Odunayo Adekuoroye POL Jowita Wrzesień MDA Anastasia Nichita |
| Torneio Pan-Americano de Qualificação         | 2     | MEX Alma Valencia USA Helen Maroulis                                                                                     |
| Torneio Europeu de Qualificação               | 2     | BUL Evelina Nikolova UKR Alina Hrushyna                                                                                  |
| Torneio Africano e da Oceania de Qualificação | 2     | TUN Siwar Bousetta GUI Fatoumata Camara                                                                                  |
| Torneio Asiático de Qualificação              | 2     | MGL Boldsaikhany Khongorzul IND Anshu Malik                                                                              |
| Torneio Mundial de Qualificação               | 2     | RUS Veronika Chumikova FRA Mathilde Rivière                                                                              |
| Total                                         | 16    | |

### 62 kg
| Competição                                    | Vagas | Lutadoras qualificadas                                                                                             |
| --------------------------------------------- | ----- | --- |
| Campeonato Mundial de 2019                    | 6     | KGZ Aisuluu Tynybekova BUL Taybe Yusein SWE Henna Johansson JPN Yukako Kawai HUN Marianna Sastin ROU Kriszta Incze |
| Torneio Pan-Americano de Qualificação         | 2     | BRA Laís Nunes USA Kayla Miracle                                                                                   |
| Torneio Europeu de Qualificação               | 2     | UKR Iryna Koliadenko LAT Anastasija Grigorjeva                                                                     |
| Torneio Africano e da Oceania de Qualificação | 2     | TUN Marwa Amri NGR Aminat Adeniyi                                                                                  |
| Torneio Asiático de Qualificação              | 2     | CHN Long Jia IND Sonam Malik                                                                                       |
| Torneio Mundial de Qualificação               | 2     | RUS Lyubov Ovcharova MGL Khürelkhüügiin Bolortuyaa                                                                 |
| Total                                         | 16    | |

### 68 kg
| Competição                                    | Vagas | Lutadoras qualificadas                                                                                                |
| --------------------------------------------- | ----- | --- |
| Campeonato Mundial de 2019                    | 6     | USA Tamyra Mensah SWE Jenny Fransson MGL Soronzonboldyn Battsetseg UKR Alla Cherkasova GER Anna Schell JPN Sara Dosho |
| Torneio Pan-Americano de Qualificação         | 2     | CAN Danielle Lappage CUB Yudaris Sánchez                                                                              |
| Torneio Europeu de Qualificação               | 2     | FRA Koumba Larroque RUS Khanum Velieva                                                                                |
| Torneio Africano e da Oceania de Qualificação | 2     | NGR Blessing Oborududu EGY Enas Mostafa                                                                               |
| Torneio Asiático de Qualificação              | 2     | CHN Zhou Feng KGZ Meerim Zhumanazarova                                                                                |
| Torneio Mundial de Qualificação               | 2     | BUL Mimi Hristova AZE Elis Manolova                                                                                   |
| Total                                         | 16    | |

### 76 kg
| Competição                                    | Vagas | Lutadoras qualificadas                                                                                     |
| --------------------------------------------- | ----- | --- |
| Campeonato Mundial de 2019                    | 6     | USA Adeline Gray JPN Hiroe Minagawa EST Epp Mäe GER Aline Rotter-Focken CHN Zhou Qian KAZ Elmira Syzdykova |
| Torneio Pan-Americano de Qualificação         | 2     | CAN Erica Wiebe BRA Aline Ferreira                                                                         |
| Torneio Europeu de Qualificação               | 2     | RUS Natalia Vorobieva BLR Vasilisa Marzaliuk                                                               |
| Torneio Africano e da Oceania de Qualificação | 2     | EGY Samar Amer TUN Zaineb Sghaier                                                                          |
| Torneio Asiático de Qualificação              | 2     | KGZ Aiperi Medet Kyzy MGL Ochirbatyn Burmaa                                                                |
| Torneio Mundial de Qualificação               | 2     | UKR Alla Belinska TUR Yasemin Adar                                                                         |
| Total                                         | 16    | |